# غارات بنجغور وناوشكي 2022
غارات نوشكي وبنجغور 2022 كانت سلسلة من الهجمات على فيلق الحدود في بلوشستان وقعت حين هاجم متمردو جيش تحرير بلوشستان مقر ميليشيا نوشكي التابعة لفيلق الحدود في نوشكي بينما كانوا يداهمون موقعًا في بنجغور.
بعد اكتمال العملية، تم الكشف بعد التحقيقات عن أن متمردي جيش تحرير بلوشستان تم التعامل معهم من أفغانستان والهند. اتهمت باكستان الهند بدعم التمرد في باكستان من خلال تمويل المتطرفين والانفصاليين. كان لدى المهاجمين أيضًا أحدث المعدات والأسلحة التي تم الحصول عليها من مخابئ عسكرية أمريكية مهجورة في أفغانستان بعد سقوط كابل عام 2021 والتي شملت إم-16، وإم-4، ونظارات للرؤية الليلية، وسترات واقية من الرصاص، والعديد من بنادق قنص ومسدسات أمريكية الصنع.